# Strade provinciali della provincia di Terni
La rete delle strade provinciali della provincia di Terni è composta dalle seguenti strade:

## 1-10
| N° | Denominazione     | Percorso | Lungh. (Km) |
| -- | ----------------- | --- | ----------- |
| 1  | Tuderte - Narnese | Innesto sulla SS 3 ter - Narni - innesto sulla SS 3                                                             | 1.5         |
| 3  | Reopasto          | Innesto sulla SR 79 nei pressi di Marmore - confine con la provincia di Rieti (dove continua come SP1)          | 5.6         |
| 4  | Arronese          | Innesto sulla SR 79 nei pressi di Piediluco - Arrone - Montefranco - innesto sulla SS 3 in provincia di Perugia | 20.020      |
| 6  | Magliano Sabina   | Confine con la provincia di Rieti - Santa Maria delle Nevi - Confine provincia di Rieti                         | 6.2         |
| 8  | Amelia - Orte     | Innesto sulla SS 205 ad Amelia - confine provincia di Viterbo (dove continua come SP 58)                        | 7.6         |
| 9  | Tuderte - Amerina | Innesto sulla SP 113 nei pressi di Acquasparta - Casteltodino - Montecastrilli - innesto sulla SR 205 ad Amelia | 24.940      |
| 10 | Teverina          | | 8.026       |

## 11-20
| N° | Denominazione      | Percorso | Lungh. km |
| -- | ------------------ | --- | --------- |
| 11 | Baschi - Alviano   | | 10.4      |
| 12 | Bagnorese          | Innesto sulla SR 71 ad Orvieto Scalo - Bivio Canale - Canale Nuovo - Confine della provincia di Viterbo (dove continua come SP 6) | 11        |
| 13 | Bolsenese          | Innesto sulla SR 71 - confine con la provincia di Viterbo (dove continua come SP 53)                                              | 1.451     |
| 15 | Piegarese          | | 4.9       |
| 16 | Stroncone          | Terni - Innesto sulla SP 65 nei pressi di Stroncone                                                                               | 5,1       |
| 17 | Di Polino          | Innesto sulla SP 4 nei pressi di Arrone - Pollino innesto sulla SP 66                                                             | 9.770     |
| 18 | Calvese            | Innesto sulla SS 3 - Moricone - Santa Maria - Poggiolo - Calvi dell'Umbria - innesto sulla SP 6 a Santa Maria delle Nevi          | 14.600    |
| 20 | Narni per S.Urbano | Innesto sulla SS 3 a Narni - Altrocanto - Sant'Urbano - innesto sulla SP 21 a Vasciano                                            | 11.100    |

## 21-30
| N° | Denominazione                           | Percorso                                                                               | Lungh. Km |
| -- | --------------------------------------- | -------------------------------------------------------------------------------------- | --------- |
| 21 | S.Urbano - Vasciano - Bivio Vascigliano |                                                                                        | 9.200     |
| 22 | Carsulana                               | Innesto sulla SR 79 nei pressi di Terni - Cesi - Poggio Azzuano - Innesto sulla SP 113 | 11.4      |
| 24 | Maratta Bassa                           | Innesto sulla SS 3 ter - Terni                                                         | 10.3      |
| 28 | Nera Montoro per Montoro                |                                                                                        | 11.2      |
| 29 | Capitonese                              |                                                                                        | 8.578     |
| 30 | Alviano                                 |                                                                                        | 5.870     |

## 31-40
| N° | Denominazione                    | Percorso | Lungh. Km |
| -- | -------------------------------- | --- | --------- |
| 31 | Di Giove                         | | 17.710    |
| 32 | Pennese                          | | 2.800     |
| 33 | Lugnano - Attigliano             | | 9.360     |
| 34 | Montecchio per Todi              | Innesto sulla SR 205 nei pressi di Prato Giardino - Montecchio - confine con la provincia di Perugia dove continua come SP380/1    | 17.340    |
| 35 | Della stazione di Montecastrilli | | 2.200     |
| 37 | Montecastrilli - Melezzole       | Innesto sulla SP9 a Montecastrilli - Dunarobba - Avigliano Umbro - Castel dell'Aquila - Toscolano - Melezzole - innesto sulla SP34 | 25.350    |
| 38 | Sambucetole - Castel Dell'Aquila | Innesto sulla SP9 nei pressi di Sambucetole - Santa Maria in Canale - Innesto sulla SP 37 nei pressi di Castel dell'Aquila         | 7.425     |
| 39 | Sismanese                        | | 4.950     |

## 41-50
| N  | Denominazione                         | km     |
| -- | ------------------------------------- | ------ |
| 41 | Sette Valli                           | 5,640  |
| 42 | Arcone                                | 2,086  |
| 43 | Segheria Sferracavallo                | 1,000  |
| 44 | Del Piano                             | 7,355  |
| 45 | Castelgiorgio - Castel Viscardo Piano | 14,845 |
| 46 | Tordimonte                            | 6,714  |
| 47 | Torre Alfina                          | 1,264  |
| 48 | Allerona Scalo                        | 1,764  |
| 49 | Allerona - Allerona Scalo             | 6,980  |
| 50 | Dell'Osteraccia                       | 19,010 |

## 51-60
| N  | Denominazione                 | Percorso                                           | km     |
| -- | ----------------------------- | -------------------------------------------------- | ------ |
| 51 | Della Sala                    |                                                    | 7,450  |
| 52 | Fabro - Parrano               |                                                    | 9,480  |
| 54 | Di Bonifica Ficulle Scalo     |                                                    | 3,747  |
| 55 | Porano                        | Innesto sulla SP 12 - Porano - innesto sulla SR 71 | 5,326  |
| 56 | Orvieto Scalo - Sferracavallo |                                                    | 3,080  |
| 57 | Pornelese                     |                                                    | 20,800 |
| 59 | Montegabbione - Piegaro       |                                                    | 2,930  |
| 60 | Montegabbione - Monteleone    |                                                    | 3,045  |

## 61-70
| N° | Denominazione               | Percorso | lunghezza km |
| -- | --------------------------- | --- | ------------ |
| 61 | S.Venanzo - Fratta Todina   | | 7.200        |
| 62 | Della stazione di Piediluco | Innesto sulla SR 79 in località Mazzelvetta - stazione di Piediluco - confine con la provincia di Rieti (dove continua come SP 4 con denominazione "Colli sul Velino - Lago di Ventina") | 3.612        |
| 63 | I Prati di Stroncone        | Innesto sulla SP 65 a Stroncone - Prati di Stroncone | 11.505       |
| 64 | Dell'Aia                    | Innesto sulla SP 21 - Innesto sulla SS 3 nei pressi di Narni | 7,7          |
| 65 | S. Lucia                    | | 3,168        |
| 66 | Collebertone                | Innesto sulla SP 17 a Pollino - Collebertone | 8,375        |
| 67 | Val di Serra                | | 8,940        |
| 68 | S. Mamiliano                | | 6,616        |

## 71-80
| N° | Denominazione             | lunghezza km |
| -- | ------------------------- | ------------ |
| 71 | Calvi - Otricoli          | 9,700        |
| 74 | Ferentillo - Castellonato | 6,600        |
| 76 | Di Ancaiano               | 1,650        |
| 79 | Ternana                   | 8,015        |
| 80 | Della Fonte di San Gemini | 1,410        |

## 81-90
| N° | Denominazione                    | Percorso                                                                   | lunghezza km |
| -- | -------------------------------- | -------------------------------------------------------------------------- | ------------ |
| 81 | Di Camporotondo                  |                                                                            | 3,750        |
| 82 | Di Farnetta                      |                                                                            | 6,010        |
| 83 | Di Camerata                      |                                                                            | 3,230        |
| 84 | Penna in Teverina per Orte       |                                                                            | 4,580        |
| 85 | Porchiano del Monte              |                                                                            | 5,930        |
| 86 | Porchiano del Monte - Attigliano |                                                                            | 8,780        |
| 88 | Di Cordigliano                   |                                                                            | 3,533        |
| 89 | Di Pretoro                       | Innesto sulla SP 34 - Innesto sulla SP 90 nei pressi di Civitella del Lago | 4,270        |
| 90 | Di Civitella del Lago            | Innesto sulla SS 448 - Civitella del Lago - Innesto sulla SP 34            | 9,370        |

## 91-100
| N° | Denominazione                      | Percorso                                                                                | km     |
| -- | ---------------------------------- | --------------------------------------------------------------------------------------- | ------ |
| 91 | Amelia - Sambucetole               |                                                                                         | 5,700  |
| 92 | San Bartolomeo                     | Innesto sulla SR 205 nei pressi di Baschi - Innesto sulla SP34 nei pressi di Montecchio | 10,214 |
| 93 | Mignattaro                         |                                                                                         | 4,380  |
| 97 | Casgliano - Collesco               |                                                                                         | 7,900  |
| 98 | Stazione Baschi - Bivio Sermugnano |                                                                                         | 4,200  |
| 99 | Ex Aeroporto                       |                                                                                         | 9,950  |

## 101-113
| N°  | Denominazione                  | Lunghezza km |
| --- | ------------------------------ | ------------ |
| 101 | di Morrano                     | 13.4         |
| 103 | Strada di Poggi                | 10.47        |
| 104 | Di Frattaguida                 | 14.600       |
| 105 | Di S.Vito                      | 10.000       |
| 106 | Del Casello autostradale Fabro | 2.334        |
| 107 | Di Viceno                      | 6.551        |
| 108 | FABRO - ALLERONA SCALO         | 16.550       |
| 110 | MARSCIANO                      | 2.600        |
| 111 | DELLA ABBADIA                  | 5.260        |
| 112 | DI CASTEL DEI FIORI            | 7.500        |
| 113 | TIBERINA                       | 39.200       |